# ボスニア王国

ボスニア王国
Bosansko kraljevstvo (ボスニア語)

1180年から1391年にかけてのボスニアの支配領域の変化

ボスニア王国（ボスニアおうこく、ボスニア語: Banovina Bosna/Босɖɴскɖ бɖɴоvнɴɖ）は、中世のボスニアに存在していた国家である。

## 歴史

### 成立の経緯
1180年ごろからボスニアはバン（首長）の支配下の元に独立し、時には他国の君主に臣従を誓っていた。1318年にボスニアのバンとなったスチェパン・コトロマニッチの時代にボスニアは勢力を拡大し、同盟者であるハンガリー王国の保護下で北西に支配領域を広げ、1326年にセルビアの支配下に置かれていたフム（ザクルミア、現在のヘルツェゴヴィナ）を併合した。
1353年にスチェパン2世が没した後、彼の甥であるスチェパン・トヴルトコ1世が地位を継承するが、即位直後に多くの領土を喪失する。1360年代にトヴルトコ1世は支配権を回復し、1370年代にはフム全域とセルビアの支配下に置かれていたサンジャク地方の大部分を併合した。1371年にセルビアのネマニッチ朝が断絶した後、セルビア王ステファン・ドラグティンのひ孫にあたるトヴルトコ1世はセルビア王位を請求した。1377年にトヴルトコ1世は「セルビアとボスニアの王」として戴冠し、トヴルトコ1世以降のボスニアの君主は王を称する。
トヴルトコ1世の時代、ボスニアは没落したセルビアに代わるバルカン半島最大の国家となる。即位後、トヴルトコ1世はハンガリーの内乱に干渉し、クロアチア、ダルマチアに勢力を広げる。セルビア侯ラザル・フレベリャノヴィチからは、援助の見返りとしてトラヴニャからコトルに至るアドリア海沿岸部の地域を割譲された。1378年にトヴルトコ1世はブルガリア帝国の皇女と結婚しており、この婚姻よりトヴルトコ1世にはアドリア海から黒海に至る大国を建設する野心があったと推測する意見もある。1390年にトヴルトコ1世は自身が用いる称号に「クロアチアとダルマチアの王」を加えた。しかし、アドリア海沿岸部の都市のうち、ヴェネツィアの支配下にあったザダル（ザラ）、ハンガリー王国の保護下にあったドゥブロヴニク（ラグーザ）はボスニアの支配から離れていた。
トヴルトコ1世はセルビアと連合してオスマン帝国のバルカン半島への進出の阻止を試みたが、1389年のコソヴォの戦いでオスマン軍に敗北を喫する。トヴルトコ1世の没後、1398年にボスニアに初めてオスマン軍が侵入する。

### 王国の内争、オスマン帝国の進出
15世紀に入ると国王と諸侯の抗争が頻発し、オスマン帝国、ハンガリー、セルビア公国が内訌に介入した。トヴルトコ1世の死後に弱体の国王が相次いで即位すると大貴族の王位への影響力が増し、王国で選挙王政の原則が構築される。
1398年に即位した国王スチェパン・オストヤは外国との関係を緊密にしようと努力した。1403年にオストヤは大貴族との協定を破って、大貴族の一人であるパヴレ・クレシッチの氏族地を没収する。オストヤはクレシッチの亡命先であるドゥブロヴニクと彼の引き渡しを巡って争うが敗北し、国内の大貴族はより結束を強めた。1404年にオストヤは廃位されてハンガリーに追放され、この年からボスニアで選挙王政が確立する。
オストヤの廃位後にスチェパン・トヴルトコ2世が国王に選出されるが、トヴルトコ2世の即位を知ったハンガリー王ジグモンド（神聖ローマ皇帝ジギスムント）はボスニアを執拗に攻撃したハンガリーへの敗戦によって支持を失ったトヴルトコ2世は1409年に国外に亡命し、選挙を経てオストヤが国王に再選した。オストヤの復位後、大貴族のフルヴォイエはオスマン軍の力を借りてボスニア内に駐屯するハンガリー軍を追放しようと試みた。1415年にハンガリーから報復の軍隊が派兵され、ラシュヴァ渓谷近辺の戦いでボスニア・オスマン連合軍はハンガリーに勝利を収めた。戦後、ボスニアはセルビアの支配下に置かれていたスレブレニツァの銀山を奪回する。
1421年にオストヤの長子スチェパン・オストイチが王位を追われ、トヴルトコ2世が復位する。1428年にボスニアはオスマン帝国に従属、1430年代にセルビア公国がオスマン帝国から圧迫を受けると東ボスニアにセルビア人難民がなだれ込んだ。1448年にフムの支配者であるステファン・ヴクチッチ・コサチャはボスニアへの臣従を破棄して「フムと沿岸地方のヘルツェグ（公爵）」を名乗り、ステファンの支配地はヘルツェゴヴィナと呼ばれるようになる。国王スチェパン・トマシュはドゥブロヴニクと同盟を結んでヴクチッチに対抗し、孤立したヴクチッチは1454年にボスニア、ドゥブロヴニクと和約を結んだ。
やがてオスマン帝国はボスニアへの圧力も強め、1451年にヴルフボスナ（現在のサラエヴォ）が陥落する。1448年から1453年にかけて、ヴルフボスナ北部にボスニア最初のオスマン帝国の行政区画が設置された。1453年にビザンツ帝国（東ローマ帝国）の首都コンスタンティノープルが陥落、1459年6月にセルビアがオスマン帝国の軍門に下ると、オスマン軍のボスニアへの進路が完全に開かれる。1460年にボスニアはオスマン軍の攻撃を受けるが、教皇庁、ハンガリーから援軍は送られなかった。

### 滅亡
1461年のスティエパン・トマシェヴィチの戴冠式には、ローマ教皇ピウス2世が授与した王冠が使用される。ピウス2世からの使節に勇気づけられたトマシェヴィチはセルビア王位継承権を有する妻から権利を相続してセルビアの王位を請求し、オスマン帝国への貢納を拒絶した。1463年5月にオスマン皇帝メフメト2世は、ボスニアがハンガリーと同盟を結んだことを理由にボスニアへの遠征を実施した。遠征の開始から数週間後にボスニアはオスマン帝国によって征服され、首都のヤイツェを放棄してクリュチに逃亡したトマシェヴィチは城塞に立て籠もって間もなく降伏した。オスマン軍に捕らえられたトマシェヴィチは斬首され、ボスニア王国は滅亡する。
ボスニア征服の完了後にオスマン帝国は軍を引き上げたため、ボスニアの一部はハンガリーによって占領される。しかし、ハンガリーの支配は長く続かず、1465年末までにボスニアの大部分がオスマン帝国の支配下に入った。首都ヤイツェはハンガリーの支配下に置かれ、1527年/28年までオスマン帝国からの独立を維持した。

## 社会
14世紀初頭にスチェパン2世が中央集権化を進めた時、ボスニアの大貴族は中央権力の統制に抵抗しつつ、自らの司法上の特権を拡大した。スチェパン2世の跡を継いだトヴルトコ1世は関税徴収の強化、官制改革を実施し、大貴族の反発を受ける。15世紀に入るとルサーグと呼ばれる大貴族の集団が議会において強い影響力を有するようになる。中小貴族の立場は不安定であり、多くが大貴族に取り込まれた。
貴族たちは王位を統制する権利、国王による不当な逮捕や東国から守られる権利を有していた。15世紀初頭には広義の選挙王政が成立し、2人以上の国王候補が現れた場合には政治集会の場で協議が行われた。

## 宗教
ハンガリーから派遣された司法が追放されて以来、ボスニアには独立した教会（ボスニア教会）が存在していた。およそ100年の間ボスニアにはカトリック教会の勢力が及ばない状態が続いていたが、1340年代に異端の非難を避けようと試みたスチェパン2世によって、フランシスコ会の宣教師が招かれた。フランシスコ会の修道士は中世・オスマン支配時代を通してボスニア唯一のカトリックの聖職者であり、オスマン帝国のボスニア征服までに10数個の修道院が建立された。1347年ごろにスチェパン2世はカトリック教会に改宗し、ステファン・オストヤを除いた全てのボスニアの王たちがカトリック教会の信徒となった。
君主がカトリックに改宗した後もボスニア教会は国家から許容されていたが、政治的な影響力を持つことはほとんど無かった。1459年、ローマ教皇に支援を求めたボスニア王スチェパン・トマシュに対し、教皇側は援助と引き換えにボスニア教会への迫害を要請した。教会の聖職者は改宗か国外追放かの二択を攻められ、多くがカトリックを受容し、少数の人間が隣接するヘルツェゴヴィナに移動した。
基盤に大打撃を受けたボスニア教会はオスマン帝国のボスニア征服後間も無く消滅し、教会の信者はギリシャ正教、カトリック、イスラームを受け入れた。

## 歴代国王
| 代数       | 肖像 | 名前                         | 生年       | 在位                                        | 没年   | 備考                                  |
| ---------- | ---- | ---------------------------- | ---------- | ------------------------------------------- | ------ | ------------------------------------- |
| 初代       |      | スチェパン・トヴルトコ1世    | 1338年     | 1377年 - 1391年                             | 1391年 |                                       |
| 第2代      |      | スチェパン・ダビシャ         | 1339年以前 | 1391年 - 1395年                             | 1395年 | トヴルトコ1世の叔父                   |
| 第3代      |      | イェレナ                     | 1345年     | 1395年 - 1398年                             | 1399年 | ダビシャの妃                          |
| 第4代      |      | スチェパン・オストヤ         | ?          | 1398年 - 1404年                             | 1418年 | トヴルトコ1世の庶子の家系の出身       |
| 第5代      |      | スチェパン・トヴルトコ2世    | ?          | 1404年 - 1409年                             | 1443年 | トヴルトコ1世の嫡子                   |
| 第6代 復位 |      | スチェパン・オストヤ         | ?          | 1409年 - 1418年                             | 1418年 |                                       |
| 第7代      |      | スチェパン・オストイチ       | ?          | 1418年 - 1421年                             | 1422年 | オストヤの長子                        |
| 第8代 復位 |      | スチェパン・トヴルトコ2世    | ?          | 1421年 - 1443年                             | 1443年 |                                       |
| 第9代      |      | スチェパン・トマシュ         | 1411年     | 1443年 - 1461年                             | 1461年 | オストイチの弟                        |
| 第10代     |      | スティエパン・トマシェヴィチ | 1438年     | 1461年 - 1463年 (セルビア公、1458年-1459年) | 1463年 | トマシュの長子 セルビア公、ボスニア王 |